# Markus Hallgrimson
Markus Hallgrimson (* 31. Mai 1975 in Lörrach) ist ein ehemaliger deutscher Basketballspieler mit US-amerikanischer Staatsbürgerschaft, der in seiner Karriere vor allem als Distanzschütze mit einer hohen Trefferquote von der Dreipunktelinie bekannt war.

## Karriere
Hallgrimson wurde in Lörrach geboren, wo sein US-amerikanischer Vater Paul als Austauschlehrer tätig war. Im selben Jahr zog die Familie nach Langen. Sein Vater war dort als Trainer der Herrenmannschaft des TV 1862 Langen tätig, mit welcher er 1981 den Aufstieg in die Basketball-Bundesliga schaffte.
Hallgrimson wuchs in Langen auf und erlernte das Basketballspielen beim TV 1862 Langen. 1992 verließ er Deutschland und ging in die Vereinigten Staaten von Amerika, um dort seinen High-School-Abschluss zu erlangen. Gleichzeitig spielte er für die Basketballmannschaft der Mercer Island High School (Bundesstaat Washington), in der er Mannschaftskamerad von David Arigbabu war. Nach seinem Schulabschluss kehrte Hallgrimson am Jahresende 1994 nach Deutschland zurück, spielte wieder in Langen. In der Saison 1996/97 weilte er erst am Hiwassee College und spielte dann beim USC Heidelberg in der 2. Basketball-Bundesliga.
1997 kehrte Hallgrimson in die Vereinigten Staaten zurück, um ein Basketball-Stipendium an der Montana State University Billings wahrzunehmen. In seinem letzten Jahr als Spieler der Hochschulmannschaft sorgte Hallgrimson für Aufmerksamkeit, indem er in der zweiten NCAA-Division während der Saison 1999/2000 sowohl eine Bestmarke von 16 Dreiern in einem Spiel aufstellte und bei einer Dreierquote von 40 % außerdem 24 Punkte pro Partie erzielte. Anschließend wurde Halgrimson, der den Spitznamen „Montana“ bekam, in die All-American-Auswahl der zweiten NCAA-Division gewählt. Er stellte außerdem die NCAA-Bestmarke von 6,2 verwandelten Dreipunktewürfen pro Spiel auf. Für die Montana State University Billings erzielte er in zwei Spieljahren insgesamt 1470 Punkte.
Im Jahr 2000 kehrte Hallgrimson nach Deutschland zum MTV Gießen in die Basketball-Bundesliga zurück, wechselte allerdings bereits ein Jahr später in die 2. Basketball-Bundesliga nach Hamburg, wo er in diesem Jahr mit der Mannschaft die Meisterschaft der 2. Basketball-Bundesliga Nord gewann. Nach der Zahlungsunfähigkeit der Hamburger zog es ihn später zu den NVV Lions Mönchengladbach. Von dort aus wechselte er bereits nach sieben Spielen, in denen er 24,9 Punkten je Begegnung erzielt hatte, zum BV Chemnitz 99. Auch dort entwickelte sich Hallgrimson zum Leistungsträger, erzielte 17,5 Punkte pro Partie und erreichte außerdem seine Zweitliga-Bestmarke von 44 Punkten (darunter zehn Dreier) beim Spiel gegen die Iserlohn Kangaroos im November 2002.
Nach einer weiteren Erstliga-Saison bei der TSK Würzburg, bei der Hallgrimson meist als Einwechselspieler zum Zuge kam, kam er nach einem kurzen Aufenthalt in Spanien bei Los Barrios zu den Genève Devils in die Schweiz, wo er ein Jahr blieb. Im November 2005 kehrte er zu seinem ehemaligen Verein TV 1862 Langen zurück und blieb dort bis zum Saisonende. Nach einer kurzen Zeit beim ASC Theresianum Mainz kehrte Hallgrimson zum dritten Mal in die Basketball-Bundesliga zurück, allerdings blieb er auch beim Mitteldeutschen BC nur eine Saison lang.
Anschließend ging Hallgrimson nach England zu den Worcester Wolves, bevor er 2007 nach Würzburg zurückkehrte, diesmal allerdings in der Regionalliga Südost bei den Würzburg Baskets, denen er in der Saison 2008/09 als Leistungsträger und Publikumsliebling zum Aufstieg in die Pro B verhalf. Nach der Saison bat er den Verein, seinen bis 2010 laufenden Vertrag aus persönlichen Gründen aufzulösen. Nach einigen Spielen für Ithri Rif Nador in Marokko wechselte Hallgrimson im Dezember 2009 zum Pro-B-Ligisten SC Rasta Vechta. Nach einer Spielzeit, in der er durchschnittlich 12,3 Punkte erzielte, verließ er den Verein. Einige Wochen nach Saisonbeginn 2010/11 wechselte er zu einem anderen ProB-Ligisten, den Wiha Panthers Schwenningen, wo er zum besten deutschen Korbschützen der Pro B avancierte. Er war mit 20,1 Punkten je Begegnung Dritter in der Pro B Süd und Neunter der gesamten 2. Bundesliga Pro B.
Zur Saison 2013/14 wechselte er zu den RheinStars Köln. In der Saison 2014/15 spielte Hallgrimson zunächst beim Ligakonkurrenten Erftbaskets Euskirchen, ehe er zur BSG Grevenbroich (ebenfalls Regionalliga) wechselte, wo er bis zum Saisonende auflief.
Im Altherrenbereich spielte er für die TG Würzburg und kam mit der Mannschaft zu Meisterehren. Hallgrimson übernahm die Leitung des von seinem Vater gegründeten Unternehmens, das Schüleraustausche zwischen Deutschland und den Vereinigten Staaten vermittelt.

## Familie
Sein Bruder Daniel (* 4. Oktober 1972 in Seattle) war ebenfalls Berufsbasketballspieler in der Bundesliga und stand in der Saison 1995/96 im Kader der BG Ludwigsburg und der SG Braunschweig. Eine Verletzung beendete frühzeitig seine Basketball-Laufbahn, er trat später als Musiker unter dem Namen Daniel Hall auf.